# Lill-Håbergstjärnen
Lill-Håbergstjärnen är en sjö i Ånge kommun i Medelpad och ingår i Ljungans huvudavrinningsområde. Sjöns area är 0,01 kvadratkilometer och den är belägen 392 meter över havet.